# Märsta landskommun
Märsta landskommun var en tidigare kommun i Stockholms län.

## Administrativ historik
Kommunen bildades i samband med kommunreformen 1952 genom sammanläggning av de tidigare kommunerna Husby-Ärlinghundra, Norrsunda, Odensala och Skånela. Den fick sitt namn efter den växande tätorten Märsta.
Den 1 januari 1953 överfördes till Märsta landskommun och Odensala församling från Sigtuna stad och S:t Olofs församling ett område (Lövstaholmsområdet) med 49 invånare och omfattande en areal av 6,75 km², varav 6,74 km² land.
1 januari 1967 utvidgades kommunen genom att Lunda församling, Skepptuna församling och Vidbo församling tillfördes från upplösta Skepptuna landskommun.
1 januari 1971 gick Märsta kommun och Sigtuna stad samman och bildade Sigtuna kommun, med namn och vapen från Sigtuna och med Märsta som centralort.
Kommunkoden var 0113.

### Kyrklig tillhörighet
I kyrkligt hänseende tillhörde kommunen församlingarna Husby-Ärlinghundra, Norrsunda, Odensala och Skånela. Den 1 januari 1967 tillkom ovannämnda församlingarna Lunda, Skepptuna och Vidbo.

## Kommunvapnet
Blasonering: I rött fält en bila och en nyckel i kors, båda av guld.
Motivet är en kombination av element från Seminghundra härads (bilan) och Ärlinghundra härads (nyckeln) respektive sigill. Vapnet fastställdes år 1954 och gällde fram till kommunsammanläggningen 1971.

## Befolkningsutveckling
| Befolkningsutvecklingen i Märsta landskommun 1951–1969                                                                       | Befolkningsutvecklingen i Märsta landskommun 1951–1969 | Befolkningsutvecklingen i Märsta landskommun 1951–1969 | Befolkningsutvecklingen i Märsta landskommun 1951–1969 | Befolkningsutvecklingen i Märsta landskommun 1951–1969 |
| --- | ------------------------------------------------------ | ------------------------------------------------------ | ------------------------------------------------------ | ------------------------------------------------------ |
| |                                                        |                                                        |                                                        |                                                        |
| År |                                                        |                                                        | Invånare                                               |                                                        |
| 1951 | 1951                                                   |                                                        | 4 005                                                  | 4 005                                                  |
| 1955 | 1955                                                   |                                                        | 4 653                                                  | 4 653                                                  |
| 1960 | 1960                                                   |                                                        | 6 305                                                  | 6 305                                                  |
| 1965 | 1965                                                   |                                                        | 13 911                                                 | 13 911                                                 |
| 1969 | 1969                                                   |                                                        | 19 762                                                 | 19 762                                                 |
| Befolkning den 31 december enligt den administrativa indelningen den 1 januari följande år Källa: SCB:s historiska statistik |                                                        |                                                        |                                                        |                                                        |

## Geografi
Märsta landskommun omfattade den 1 januari 1952 en areal av 166,26 km², varav 161,17 km² land. Efter nymätningar och arealberäkningar färdiga den 1 januari 1955 omfattade landskommunen den 1 januari 1961 en areal av 172,80 km², varav 168,68 km² land.

### Tätorter i kommunen 1960
| Tätort     | Folkmängd |
| ---------- | --------- |
| Märsta     | 2 882     |
| Rosersberg | 915       |

Tätortsgraden i kommunen var den 1 november 1960 61,0 procent.

## Politik

### Mandatfördelning i valen 1950-1966
| 17 | 8 | 6 | 4 |

| 33 |

| 16 | 7 | 7 | 5 |

| 33 |

| 17 | 7 | 5 | 6 |

| 32 |

|  | 19 | 5 | 5 | 5 |

| 31 |

| 3 | 16 | 7 | 9 | 5 |

| 33 | 7 |